# Saltair (Utah)
Pour les articles homonymes, voir Saltair.
Saltair (également connu sous les noms et typographies de SaltAir, Saltair Resort ou Saltair Pavilion) est le nom collectif donné à plusieurs complexes hôteliers et de divertissement situés sur la rive sud du Grand Lac Salé dans l'Utah, aux États-Unis, à environ 24 km de Salt Lake City.

## Histoire
Le premier Saltair (« Saltair I »), achevée en 1893, était détenue conjointement par une société associée à l'Église de Jésus-Christ des saints des derniers jours et la Salt Lake & Los Angeles Railway (future Salt Lake, Garfield and Western Railway (en)). La bâtiment principal, conçu par l'architecte Richard K. A. Kletting (en), était un exemple de l'architecture néo-mauresque du début du XXe siècle. Lieu de divertissement, il était connu comme le « Coney Island de l'Ouest ». Il a été détruit par un incendie en 1925, laissant toutefois un souvenir important dans la région.
Un nouvel hôtel (« Saltair II ») a été construit au même endroit, mais il n'a pas connu le même succès que le premier en raison de divers facteurs, notamment l'avènement de la Grande Dépression et la diminution du trafic. Connu à l'époque pour avoir l'une des plus grandes pistes de danse de l'époque, il est finalement arrêté lors de la Seconde Guerre mondiale.
La proximité de l'Interstate 80 et l'expansion de la population dans la vallée de Tooele et la vallée occidentale de Salt Lake City conduisent à la construction d'un troisième hôtel (« Saltair III ») en 1981. Le nouveau pavillon a été construit à partir d'un hangar d'avion récupéré d'une base aérienne. Cependant, des inondations entachent l'avenir du site quelques mois après son ouverture, puis la rive du lac s'éloigne du site. Au début du XXIe siècle, le troisième Saltair est presque abandonné et une reprise par plusieurs investisseurs de l'industrie musicale est en cours pour organiser des concerts.

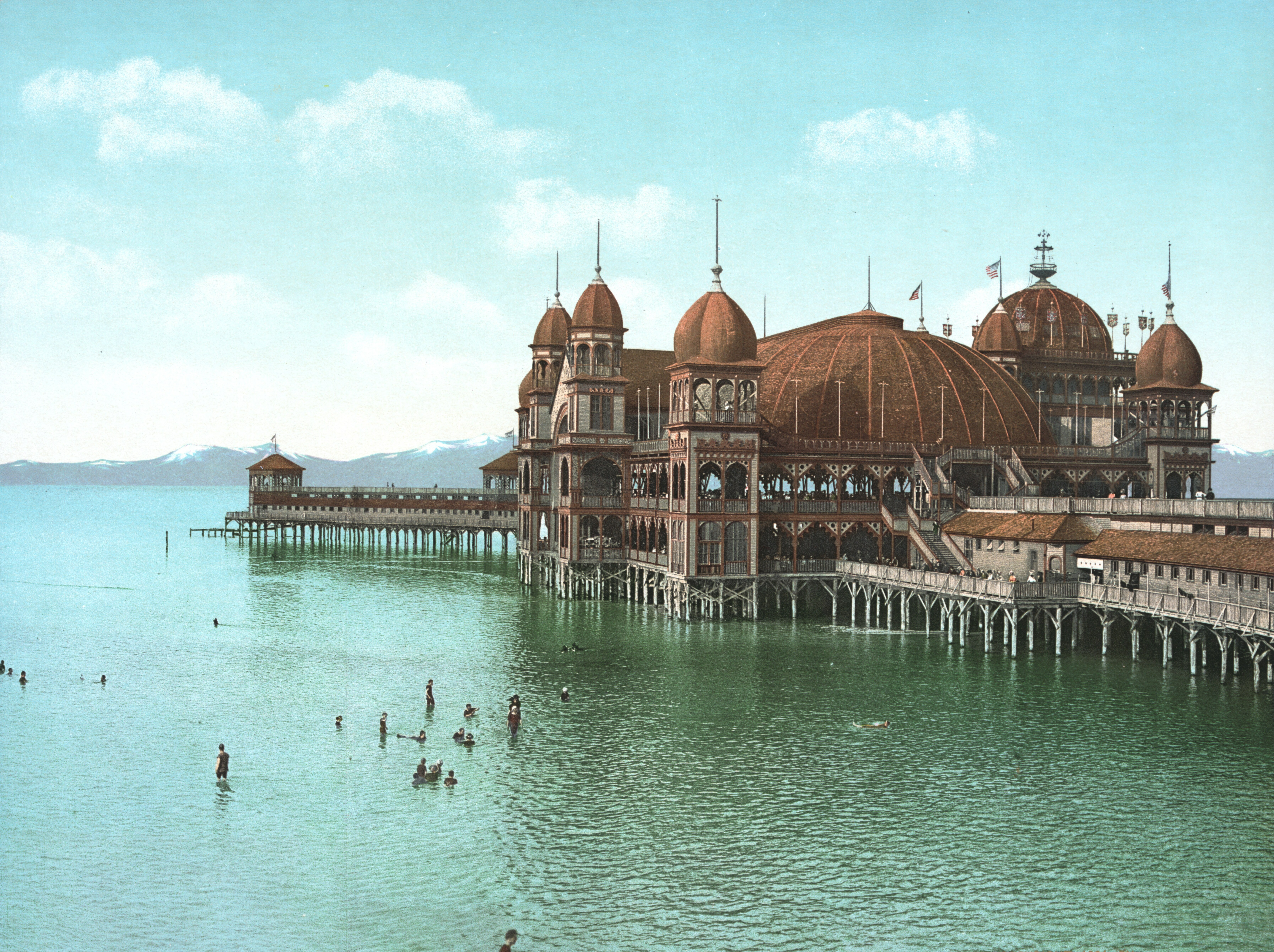
Saltair I.
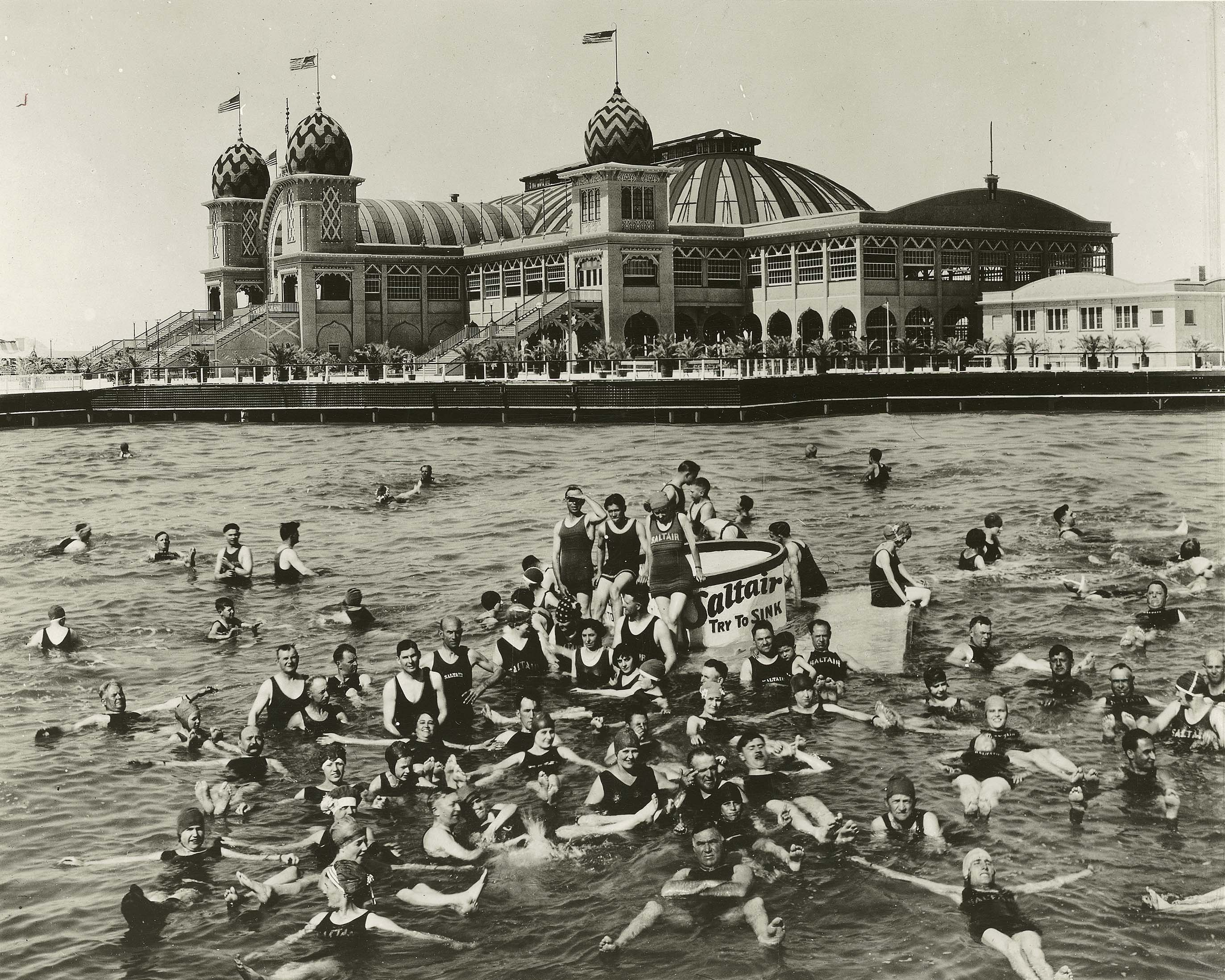
Saltair II.
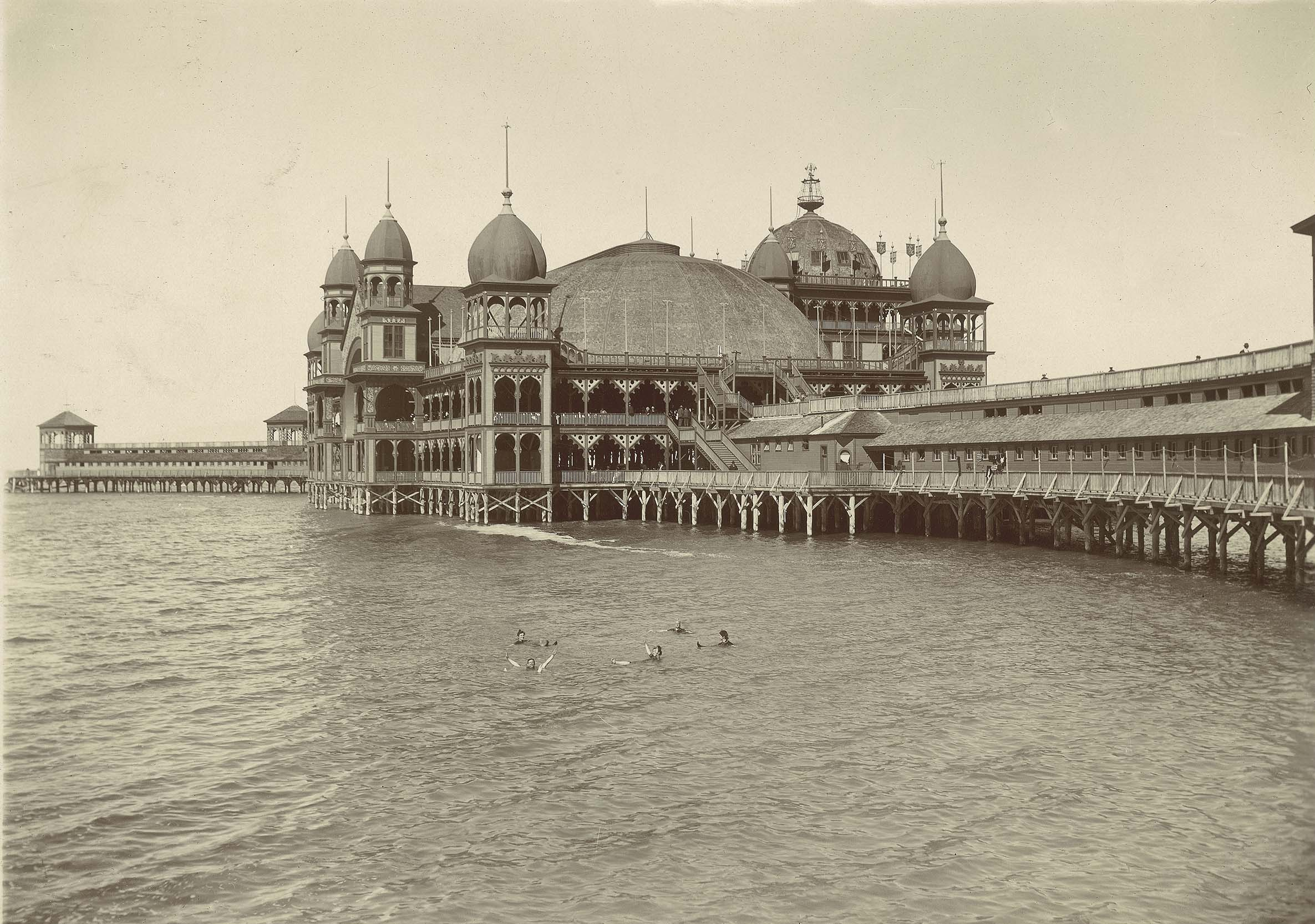
Saltair II.
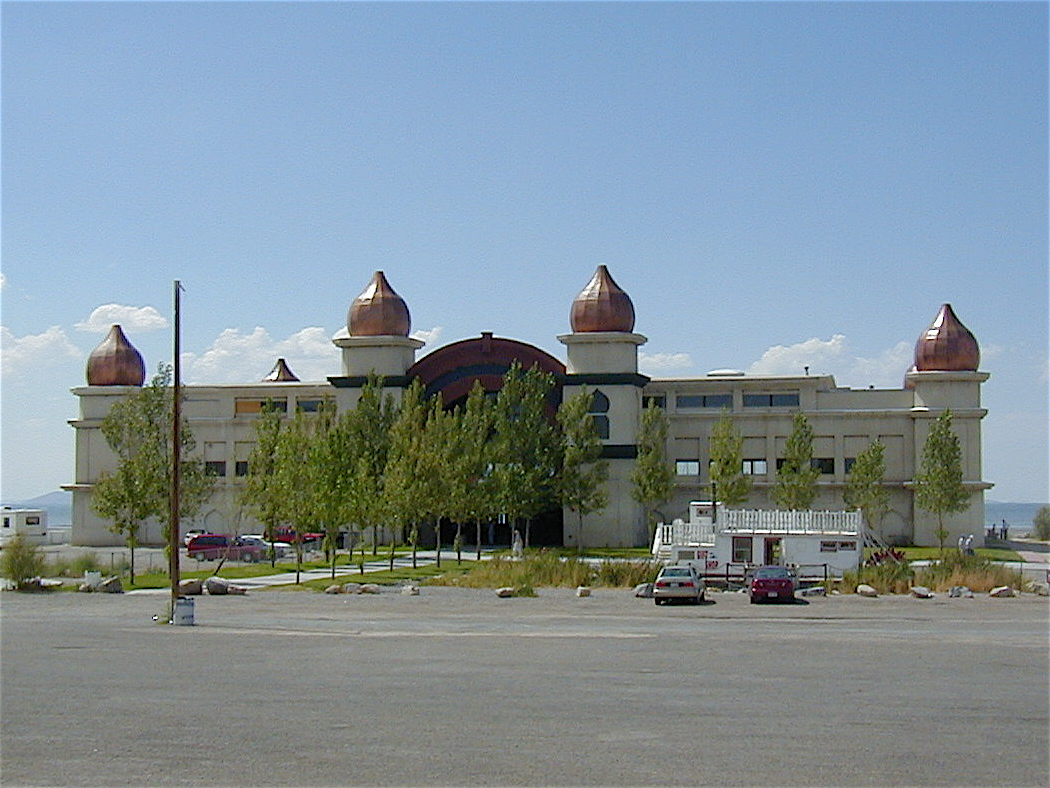
Saltair III.
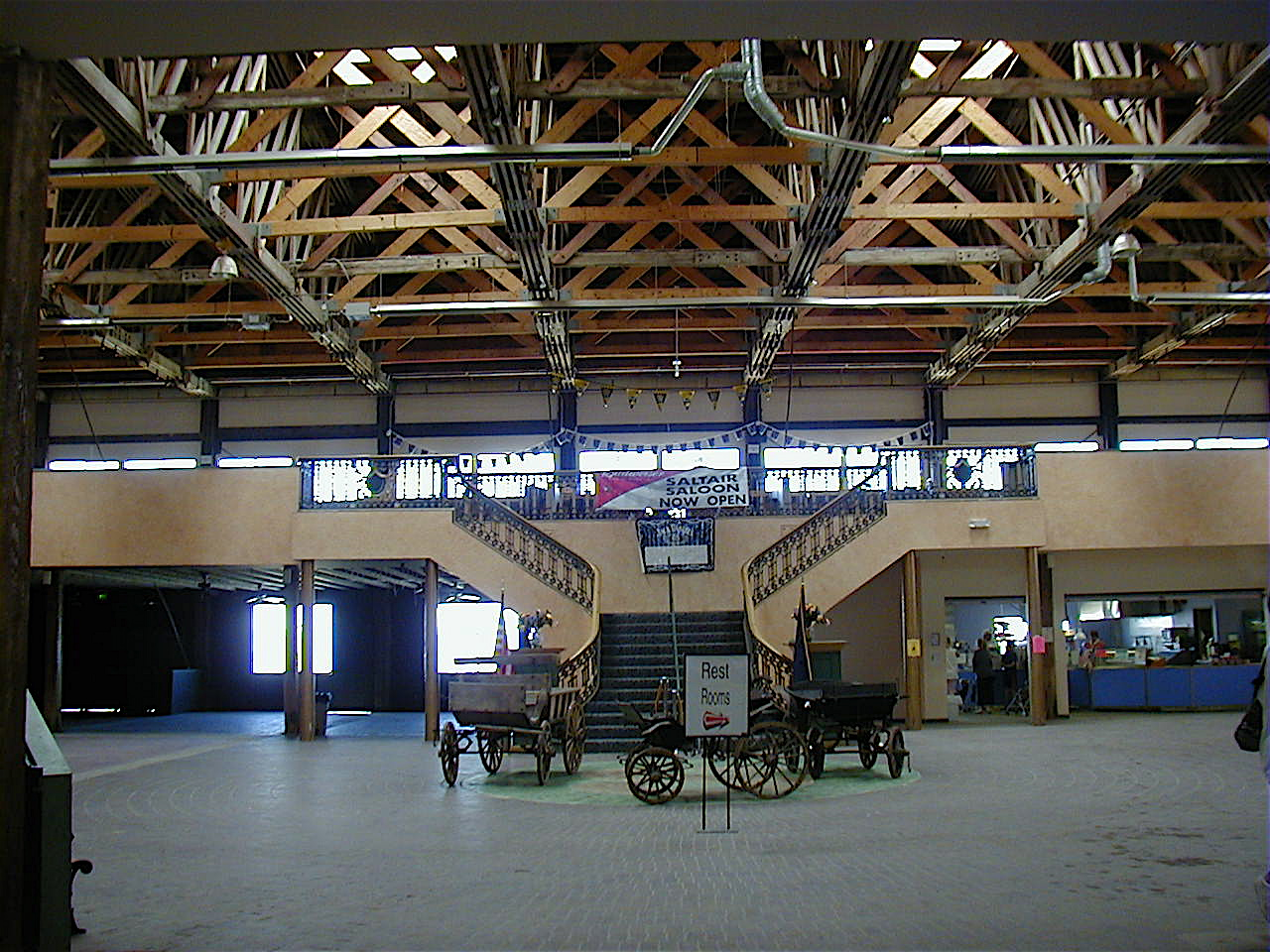
Saltair III.

Le lieu est réputé hanté.

## Postérité
Des scènes du film Le Carnaval des âmes (1962) ont été filmées à Saltair II.
La chanson Palace of the Brine de l'album Trompe le Monde (1991) des Pixies est en référence à Saltair.